# Metopilio gertschi
Espèce
Synonymes
- Opilio gertschi Roewer, 1956

Metopilio gertschi est une espèce d'opilions eupnois de la famille des Globipedidae.

## Distribution
Cette espèce est endémique du Costa Rica.

## Description
Le mâle holotype mesure 7 mm et la femelle paratype 7 mm.

## Systématique et taxinomie
Cette espèce a été décrite sous le protonyme Opilio gertschi par Roewer en 1956. Elle est placée dans le genre Metopilio par Cokendolpher et Cokendolpher en 1984.

## Étymologie
Cette espèce est nommée en l'honneur de Willis John Gertsch.

## Publication originale
- Roewer, 1956 : « Über Phalangiinae (Phalangiidae, Opiliones Palpatores). (Weitere Weberknechte XIX). » Senckenbergiana biologica, vol. 37, no 3/4, p. 247–318.